# Regne de Malla

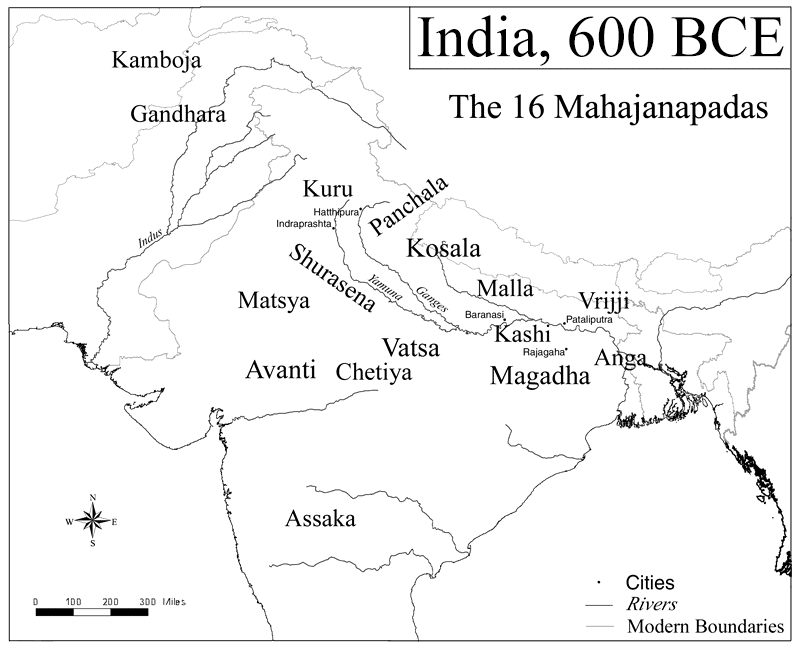
El Mahajanapada de Malla

Malla o Mallaraixtra fou un dels estats de l'Índia antiga esmentat als texts budistes com un dels setze mahajanapades (estats principals) És notable per ser el lloc de mort escollit per Mahavira i Gautama Buda. Estava format per dos grups principals anomenats Malla-rattha o Mallaraixtra.

## L'estat
Malla fou un dels solasa (16) mahajanapades esmentat en el Anguttara Nikaya. Portava el nom del clan governant El Mahabharata (VI.9.34) esmenta el territori com el Mallarashtra (Estat de Malla). El mahajanapada de Malla estava situat al nord de Magadha. Era un estat petit dividit en dues parts principals segurament separades pel riu Kakuttha (modern Kuku). La capital d'aquestes dues parts eren Kusavati (moderna Kasia prop de Gorakhpur) i Pava, moderna Fazilnagar, a 18 km de Kasia. Kusinara (Kusavati en època monarquica) i Pava són molt importants en la història del budisme, ja que Buda va prendre el seu darrer àpat i es va posar malalt a Pava i va anar per mori al seu Mahaparinirvaṇun a Kusinara.
El Malles eren un clan poderós de l'Índia oriental al temps de Gautama Buda i són freqüentment esmentats en obres budistes i jainistes. El Mahabharata (II.30.3) esmenta que el segon Pandava Bhima hauria derrotat al dels Mallas en el curs de la seva expedició a l'Índia oriental. El Mahabharata (VI.9.46) esmenta als Malles juntament amb el Anges, Vanges, i Kalinges com tribus orientals. El Malles eren un poble amb domini sobre nou territoris (Kalpa Sutra; Nirayavali Sutra), un de cadascun dels nou clans confederats.
El Malles, com els Licchavis, són esmentats per Manusmriti com Vratya Kxatriyes. Són anomenats Vasishthas (Vasetthas) al Mahapparnibbana Suttanta. Els malles eren un poble valent i guerrer. Entre ells el jainisme I el budisme hi va trobar molts seguidors. Els malles al principi va tenir una forma de govern monarquica, però més tard van canviar a Gana (una mena de república o de no-monarquia) en la qual els membres es van anomenar rages. El Gana prenia les decisions al Santhagara (assemblea) Els malles van formar una aliança amb els Lichchhavis per la defensa. Finalment però van perdre la seva independència no molt de temps després de la mort de Buda (la seva mort s'hauria produït vers 483 aC) i els seus dominis foren annexionat a Magadha.
Les dues ciutats principals del mahajanapada eren Pava, on el fundador del jainisme Mahavira va morir i Kusinara, on Buda va anar al seu Mahaparinirvaṇun. El Cullavagga, una part del Vinaya Pitaka,esmenta una altra ciutat anomenada Anupiya. Una quarta ciutat anomenada Uruvelakappa és esmentada al Anguttara Nikaya. Una cinquena ciutat és esmentada com "Bhoganagara".